# Mäulen Mamyrov
Mäulen Satymbajuly Mamyrov (kazakiska: Мәулен Сатымбайұлы Мамыров, ryska: Маулен Мамыров: Maulen Mamyrov), född den 14 december 1970 i byn Akiyk i Alma Ata oblast i Kazakiska SSR i Sovjetunionen (nu Kazakstan), är en före detta kazakisk brottare som tog OS-brons i flugviktsbrottning i fristilsklassen 1996 i Atlanta.